# Proteas (Sohn des Andronikos)
Proteas (altgriechisch Πρωτέας), Sohn des Andronikos und der Lanike, war ein makedonischer Seeoffizier Alexanders des Großen im 4. vorchristlichen Jahrhundert. 
Seine Mutter war Lanike, die Amme Alexanders des Großen und die Schwester des Kavallerieoffiziers Kleitos des Schwarzen. Weiterhin hatte Proteas zwei Brüder, die beide 334 v. Chr. vor Halikarnassos gefallen waren. Proteas selbst war ein Jugendfreund (syntrophos) Alexanders, er blieb allerdings 334 v. Chr. in Makedonien zurück, als der König den Asienfeldzug begann. Von dem Verweser Antipatros wurde er dann aber zum Befehlshaber einer Flotte aus 15 Schiffen ernannt, mit der er gegen die Bedrohung durch die persische Flotte in der Ägäis segeln sollte. Von Chalkis segelte er zunächst Kythnos an, wandte sich dann aber nach Siphnos, wo er eine persische Schwadron aus zehn Schiffen überfiel und acht von ihnen versenkte. Im Jahr 332 v. Chr. reiste Proteas mit einer Pentekontere von Makedonien nach Sidon und schloss sich dort dem Heer an. Vermutlich überbrachte er dabei Nachrichten von den Aktivitäten Spartas gegen Makedonien (Mäusekrieg). 
Seine persönliche Haltung zum Mord an seinem Onkel Kleitos im Jahr 328 v. Chr. ist nicht überliefert, doch scheint sich Proteas daran wenig gestört zu haben, denn von mehreren Autoren wird er als einer der engsten Trinkfreunde Alexanders beschrieben. Der Geschichtsschreiber Ephippos ließ ihm trotz alledem dabei eine poetische Gerechtigkeit widerfahren, indem er die todbringende Erkrankung Alexanders in Babylon aus einem Trinkwettbewerb mit Proteas erklärt. Inwieweit diese Beschreibung des Alexander-kritischen Autors der historischen Wahrheit entspricht, kann schwer ermittelt werden, sie stellt nur eine von mehreren Mutmaßungen über den Tod des Königs dar.